# 仓边路
倉邊路是中國廣州市越秀區的一條南北走向的道路，位於中山四路以北，小北路以南。倉邊路全長577米，寬16米。北端有倉邊路立交橫跨東風中路，連接倉邊路和小北路。

## 歷史及名稱來歷
倉邊路，原本為廣州東城的南北向主要街道，南面接大塘街，北面接小北直街。1927年，市政府擴建倉邊街成倉邊路。文化大革命期間，倉邊路被更名為“登峰南路”，1982年復名。
早在秦朝，南海郡尉任嚣，就在倉邊路以西古番山和禺山處修築了最早的廣州城番禺城，俗称“任嚣城”。而倉邊路此地，曾經是白雲山下甘溪的下游。由於早年甘溪溪水浩大，方便行船，所以宋代在這裡曾建有鹽倉，以方便漕運。直至甘溪下游文溪消失后，此處逐渐成了街市。由於鹽倉在旁，所以稱爲倉邊街。此外，附近有著名街道，名為“舊倉巷”。
當時，倉邊街是貧民區，有很多小商贩，而且十分狹窄和不潔。當時市民形容倉邊街“無風三尺土，有雨一街泥”。

## 特色
現在倉邊路由於有法院和公證處，街道上有衆多翻譯文件及律師顧問等業務寫字樓。

## 與之交匯道路
道路顺序由北往南排列
- 小北路
- 東風中路
- 豪賢路
- 越華路
- 中山四路

## 兩旁的主要建築物/機構
由北往南排列
- 时代地产中心（原健力宝大厦）
- 廣州房地產大廈
- 銀山大廈
- 廣州市公證處
- 廣州市中級人民法院

## 公共交通

### 公交
- 倉邊路站

### 地鐵
- 广州地铁1号线農講所站

均在鄰近倉邊路位置設有出口。
23°7′51.10″N 113°16′0.6″E / 23.1308611°N 113.266833°E